# Typ Porter
Die Anfang der 1970er Jahre als Typ Porter von mehreren niederländischen Werften für die Trampreedervereinigung Trampko gebaute Schiffsserie wurden auch als Reißverschluß-Schiffe oder Zip-Frachter bekannt.

## Geschichte
1970 bestellten die Trampko-Mitgliedsreedereien Aug. Bolten Wm. Miller’s Nachfolger, Fisser & van Doornum, Franz Hagen, und Bernhard Schulte eine Zehnerserie kleiner Mehrzweck-Stückgutschiffe beim Dachverband Holland Shipbuilding & Engineering Association. Jedes dieser 6200-tdw-Schiffe sollte rund acht Millionen Gulden kosten. Die Serie war zum gemeinsamen Einsatz über einen Befrachtungspool der Trampreedervereinigung Trampko vorgesehen, lediglich der Reeder Franz Hagen befrachtete sein Schiff Otto Porr selber. Aufgrund der knappen Kalkulation musste die Werft Zaanlandsche Scheepsbouw Maatschappij in Zaandam, die beim Bau der Schiffe mit der nordportugiesischen Werft Estaleiros Navais de Viana do Castelo (ENVC) in Viana do Castelo zusammenarbeitete, vor der Ablieferung des dritten Schiffes der Serie, der Elisabeth Fisser, Konkurs anmelden. Die Werft Van der Giessen de Nord in Alblasserdam stellte das Schiff danach fertig.
Mit ihrer langen Luken mit kastenförmigen Laderaum wurden die Schiffe besonders unter ihren Spitznamen Reißverschluss-Schiffe oder Zip-Frachter bekannt. Anfang der 1990er Jahre erhielten die Schiffe bei Estaleiros Navais de Viana do Castelo neue Mittelschiffs- und Vorschiffssektionen und wurden danach als reine Massengutschiffe klassifiziert. Im Betrieb bewährte sich die Serie sehr gut. Einige der Schiffe sind daher seit vier Jahrzehnten für ihre ursprünglichen Auftraggeber in Fahrt, ein in der Frachtschifffahrt äußerst seltenes Phänomen.

## Einzelheiten
Die Schiffe der Baureihe sind als Trockenmassengutschiffe mit weit achtern angeordnetem Deckshaus und drei Laderäumen ausgelegt. Der vordere und achtere Laderaum sind jeweils kürzer als der lange mittlere Laderaum. In der Hauptsache werden sie im Transport von Massengütern, Massenstückgütern, kleineren Projektladungen oder Containern eingesetzt. Die Containerkapazität betrug beim Bau 230 TEU. Einige Schiffe besaßen einen verfahrbaren Kranbaum mit zwei Ladebäumen von jeweils 6 Tonnen Hubvermögen. Die Laderäume der Schiffe werden mit MacGregor-Lukendeckeln verschlossen.
Der Antrieb der Schiffe besteht aus einem Sechszylinder Viertakt-Dieselmotor des Typs MaK 6MU551 AK mit einer Leistungen von 3000 PS. Der Motor wirkt über ein Getriebe auf den Festpropeller und ermöglicht eine Geschwindigkeit von etwa 13 Knoten. Weiterhin stehen zwei Hilfsdiesel zur Verfügung.

## Die Schiffe (Auswahl)
| Typ Porter            | Typ Porter                             | Typ Porter | Typ Porter         | Typ Porter                    | Typ Porter |
| Bauname               | Bauwerft/Baunummer                     | IMO-Nummer | Ablieferung        | Auftraggeber                  | Spätere Namen und Verbleib |
| --------------------- | -------------------------------------- | ---------- | ------------------ | ----------------------------- | --- |
| Otto Porr             | Arnhemsche/461                         | 7116860    | 1. Juni 1972       | Franz Hagen, Hamburg          | 1977 Negah, 1980 Danae, 1988 Serenity, 1992 neues Vor- und Mittelschiff, 1993 Serenade, ab 11. August 2014 in Aliağa verschrottet                                                |
| Erika Fisser          | ENVC/87 Zaanlandsche/524               | 7116781    | 6. April 1972      | Fisser & van Doornum, Hamburg | 1979 Ventus, 1985 Cosa, 1990 neues Vor- und Mittelschiff, 2013 Abdul M, 2020 Ak Denisa, 2022 Sea Breeze, 2024 so in Fahrt.                                                       |
| Imela Fisser          | ENVC/88 Zaanlandsche/525               | 7129336    | 26. Juni 1972      | Fisser & van Doornum, Hamburg | 1973 Boca Tabla, 1982 Tabla, 1986 Okapi, 1990 neues Vor- und Mittelschiff, 2013 Brave Knight, 2024 so in Fahrt.                                                                  |
| Elisabeth Fisser      | ENVC/89 Zaanlandsche/V. d. Giessen/526 | 7203895    | 1. Dezember 1972   | Fisser & van Doornum, Hamburg | 1979 Villiers, 1986 Pyrgos, 1991 neues Vor- und Mittelschiff, 2013 Farah, 2023 Sea Victory, 2024 so in Fahrt.                                                                    |
| Esther Bolten         | V. d. Giessen/885                      | 7116793    | 13. April 1972     | Aug. Bolten, Hamburg          | 1974 Esther, 1990 Apollo Hawk, 2010 FGM Survival, 2013 La Joie, 2017 Maymona, 2024 so in Fahrt.                                                                                  |
| Alice Bolten          | V. d. Giessen/886                      | 7126102    | 14. Juni 1972      | Aug. Bolten, Hamburg          | 1973 Baucis, 1988 Endurance, 1990 Linde II, 1993 Rosali, 2001 Apollo Condor, 2011 Capt. Mohamad A, 2013 Ab Vela, 2017 Maria Moon, 2018 Maria M., 2021 Ghada A, 2024 so in Fahrt. |
| Carlota Bolten        | V. d. Giessen/887                      | 7208716    | 29. September 1972 | Aug. Bolten, Hamburg          | 1975 Philemon, 1988 Reliance, 1990 Anja, 1990 Anja B, 1999 Ariel, 2003 Captain Omar, 2014 Millac, 2024 so in Fahrt.                                                              |
| Susan Miller          | Arnhemsche/462                         | 7208728    | 9. Oktober 1972    | Aug. Bolten, Hamburg          | 1978 Artemis, 1982 Artemis I, 1999 Apollo Falcon, 2011 Brave Warrior, 2024 so in Fahrt.                                                                                          |
| Angelica Schulte      | Vuyk & Zonen/858                       | 7125201    | 30. Juni 1972      | Bernhard Schulte, Hamburg     | 1986 Anja, am 28. Februar 1991 an der Westküste Spaniens gestrandet |
| Christiane Schulte    | Vuyk & Zonen/857                       | 7117826    | 7. April 1972      | Bernhard Schulte, Hamburg     | 1986 Christa, 1992 neues Vor- und Mittelschiff, Christiane Schulte, 1998 Apollo Eagle, 2010 Brave Heart, 2019 Ak Brave, 2024 so in Fahrt.                                        |
| Equasis, grosstonnage |                                        |            |                    |                               | |